# Astroworthia
Astroworthia (укр. Астровортія) — міжродовий гібрид, утворений шляхом схрещування рослин родів астролоба (Astroloba) та Гавортія (Haworthia) підродини асфоделові (Asphodelaceae).

## Систематика

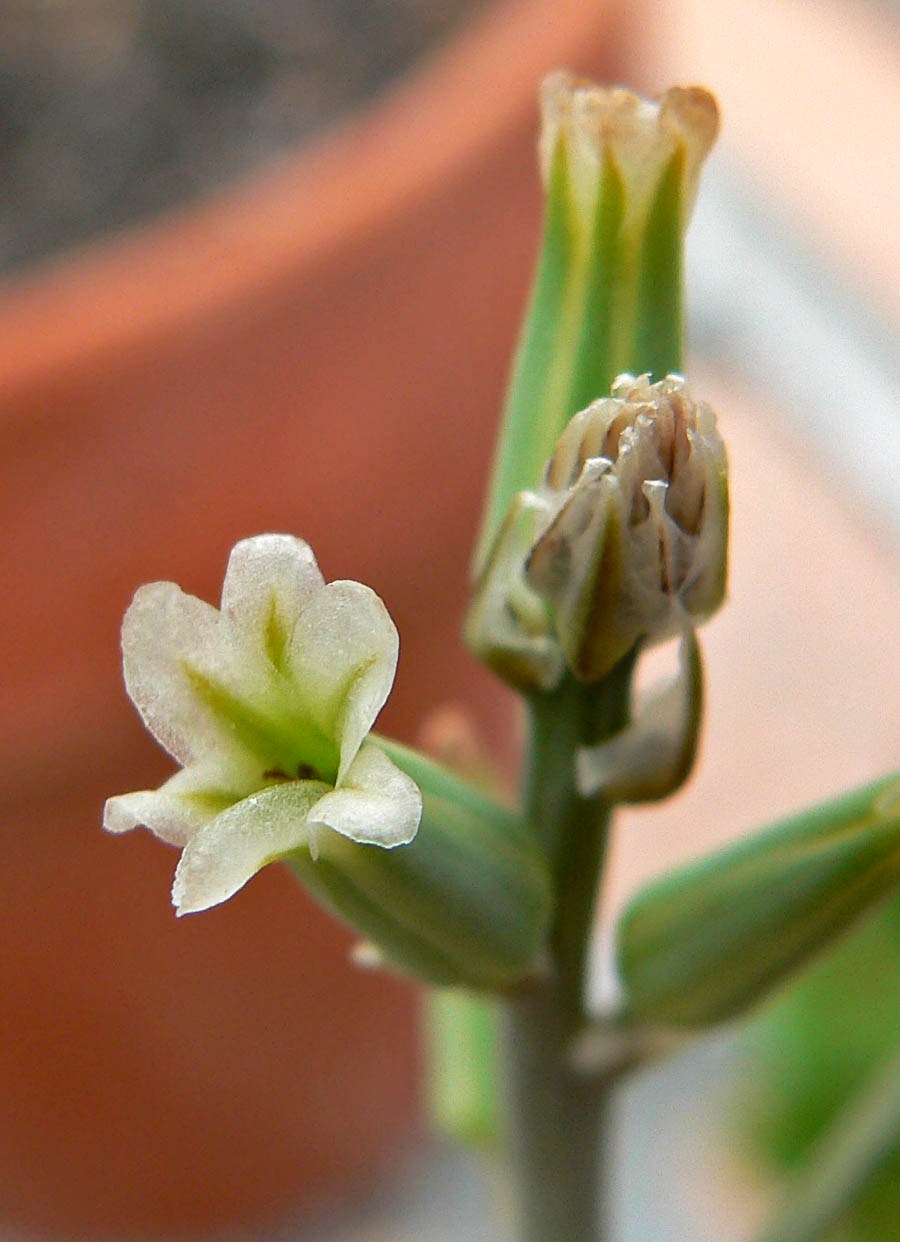
Квітка Astroworthia bicarinata

Описаний один природний вид Astroworthia bicarinata. Зростає у Південній Африці (Західний Кейп).
Зустрічаються садові гібриди астролоби та гавортії — Astroworthia Lime Thicket. Гантінгтонський ботанічний сад (англ. Huntington Botanical Gardens) має у своїй колекції садовий гібрид під назвою ×Astroworthia 'Towering Inferno' з червоним кольором листя. Точне походження цього таксона невідоме, але, як видається, він утворився від одного з гладко-широколистяних видів Astroloba та Haworthia coarctata.